# 佐久間勝尚
佐久間 勝尚（さくま かつなお、生没年不詳）は江戸時代の人物。佐久間氏の一族。佐久間勝種の長男。通称は四郎太郎、源兵衛。
延宝6年（1678年）3月29日、御小姓組に列せられる。
天和2年（1682年）8月11日、父勝種が訴えにより取り調べを受けた際、石川主殿頭憲之に預けられ、8月22日に父の罪に連座して弟の中豫、勝元とともに松平（池田）相模守光仲に預けられた。翌3年（1683年）6月25日に三人の弟とともに赦された。